# Одліс Борис Наумович
Бори́с Нау́мович О́дліс (6 серпня 1926 — 24 січня 1997) — радянський інженер-машинобудівник і виробничник.

## Життєпис
Народився у місті Первомайськ, нині Миколаївської області, в родині службовців.
З початком німецько-радянської війни разом з родиною евакуювався до Узбекистану. У 1943 році закінчив середню школу в місті Каттакурган і вступив до Одеського інституту інженерів водного транспорту, який був евакуйований до Самарканда. Після першого курсу перевівся до Середньоазійського індустріального інституту. Після закінчення інституту у 1948 році був направлений на роботу в Карелію, на Онезький металургійний і машинобудівний завод (з 1956 року — Онезький тракторний завод). Пройшов шлях від технолога машиноскладального цеху до заступника головного інженера заводу. У 1957—1959 роках працював начальником відділу кооперування і міжрайонних зв'язків, головним інженером виробнично-технічного відділу Раднаргоспу Карельської АРСР.
У вересні 1959 року повернувся на Онезький тракторний завод на посаду головного інженера. З серпня 1961 до 1987 року — незмінний директор цього підприємства. У 1979 році закінчив Академію народного господарства при Раді міністрів СРСР.
Під керівництвом Б. Н. Одліса у 1.8 рази збільшено виробничі площі, розпочато будівництво другого майданчика підприємства, здійснено повний перехід від старої моделі трактора ТДТ-40 (40 к.с.) до нової моделі ТДТ-55 (80 к.с.), освоєно виробництво першого в СРСР безчокерного лісозаготівельного трактора з гідроманіпулятором ТБ-1. Випуск тракторів зріс у 2,9 рази. За цей час Онезький тракторний завод був нагороджений орденами Леніна (1974) і Жовтневої революції (1971).
Мешкав у Петрозаводську, де і помер. Похований на Сулажгорському кладовищі міста.

## Громадсько-політична діяльність
Б. Н. Одліс неодноразово обирався членом Петрозаводського міськкому КПРС і бюро Петрозаводського міськкому КПРС, членом Карельського обкому КПРС, депутатом Петрозаводської міської ради і Верховної Ради Карельської АРСР.

## Нагороди і почесні звання
Нагороджений орденами Жовтневої революції (1971), Трудового Червоного Прапора (1976), «Знак Пошани» (1966), Дружби народів (1981) і медалями.
Присвоєні почесні звання «Заслужений працівник народного господарства Карельської АРСР» (1972) і «Заслужений машинобудівник РРФСР» (1986).